# Muzeum v Nížkově
Muzeum v Nížkově je muzeum v Nížkově. Založeno bylo 5. června 2005, zřizováno bylo obcí s přispěním Základní školy Nížkov. Muzeum bylo po roce 2015 zrušeno.

## Expozice
Ve sbírkách muzea byly uloženy předměty z života venkovských obyvatel v průběhu 20. století. Součástí první místnosti muzea byl např. starý šicí stroj, starý psací stroj, staré nádobí, informační panel o historii obce, historická mapa okolí obce, informace o místním sboru dobrovolných hasičů s předměty a historickými hasičskými uniformami, informace o historii místní školy, nástroje z pazourku z nálezů v okolí obce. Součástí muzea byla i historická kamna, předměty používané na poli, kuchyňské nádoby na vaření a pečení.